# Monaco op de Middellandse Zeespelen
Monaco is een van de landen die deelnemen aan de Middellandse Zeespelen.

## Overzicht
Monaco debuteerde op de tweede editie van de Middellandse Zeespelen, in 1955 in het Spaanse Barcelona. Na afwezig te zijn geweest in 1959 in de Libanese hoofdstad Beiroet, was Monaco vier jaar later opnieuw van de partij in het Italiaanse Napels. In dat jaar werd ook een eerste medaille gewonnen: een bronzen in het zeilen. De komende twee edities bleven de Monegasken wederom thuis. Sedert Algiers 1975 heeft Monaco wel aan elke editie van de Middellandse Zeespelen deelgenomen. In 2009 werd voor een tweede maal een medaille gewonnen; Yann Siccardi won zilver in het judo. Vier jaar later won het land twee zilveren medailles, één in het tafeltennis en één in het tennis. In 2022 volgde een eerste gouden medaille, gewonnen in het tafeltennis door Xiaoxin Yang.

## Medaillespiegel
| Editie                    | Goud          | Zilver        | Brons         | Totaal        | Rang          |
| Alexandrië 1951           | Geen deelname | Geen deelname | Geen deelname | Geen deelname | Geen deelname |
| Barcelona 1955            | 0             | 0             | 0             | 0             | -             |
| Beiroet 1959              | Geen deelname | Geen deelname | Geen deelname | Geen deelname | Geen deelname |
| Napels 1963               | 0             | 0             | 1             | 1             | 11            |
| Tunis 1967                | Geen deelname | Geen deelname | Geen deelname | Geen deelname | Geen deelname |
| İzmir 1971                | Geen deelname | Geen deelname | Geen deelname | Geen deelname | Geen deelname |
| Algiers 1975              | 0             | 0             | 0             | 0             | -             |
| Split 1979                | 0             | 0             | 0             | 0             | -             |
| Casablanca 1983           | 0             | 0             | 0             | 0             | -             |
| Latakia 1987              | 0             | 0             | 0             | 0             | -             |
| Athene 1991               | 0             | 0             | 0             | 0             | -             |
| Languedoc-Roussillon 1993 | 0             | 0             | 0             | 0             | -             |
| Bari 1997                 | 0             | 0             | 0             | 0             | -             |
| Tunis 2001                | 0             | 0             | 0             | 0             | -             |
| Almería 2005              | 0             | 0             | 0             | 0             | -             |
| Pescara 2009              | 0             | 1             | 0             | 1             | 20            |
| Mersin 2013               | 0             | 0             | 0             | 0             | -             |
| Tarragona 2018            | 0             | 2             | 0             | 2             | 22            |
| Oran 2022                 | 1             | 0             | 0             | 0             | 22            |
| Totaal                    | 1             | 3             | 1             | 6             | 27            |

Albanië · Algerije · Andorra · Bosnië en Herzegovina · Cyprus · Egypte · Frankrijk · Griekenland · Italië · Joegoslavië · Jordanië · Kosovo · Kroatië · Libanon · Libië · Malta · Marokko · Monaco · Montenegro · Noord-Macedonië · Portugal · San Marino · Servië · Servië en Montenegro · Slovenië · Spanje · Syrië · Tunesië · Turkije · Verenigde Arabische Republiek